# Mesocoela obscura
Mesocoela obscura är en fjärilsart som beskrevs av W. Warren 1902. Mesocoela obscura ingår i släktet Mesocoela och familjen mätare. Inga underarter finns listade i Catalogue of Life.